# Potere Operaio

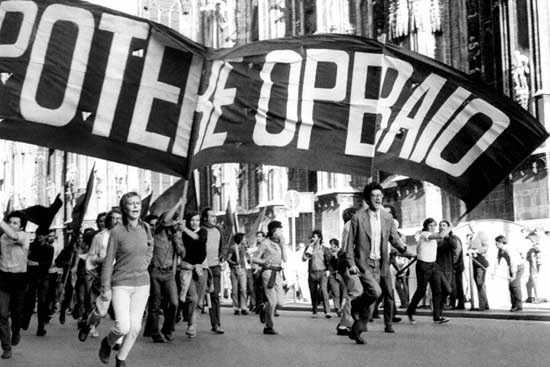
Anhängare av Potere Operaio deltar i en demonstration i Milano i början av 1970-talet.

Potere Operaio (italienska för "arbetarmakt"), tidigare oftast skrivet Potere operaio (förkortat Potop), var en ursprungligen lös och informell sammanslutning av utomparlamentariska vänsteraktivister i Italien med rötter i flera tidigare vänsterorganisationer i olika delar av landet. Efter en tids nära samarbete med en annan vänsterextrem organisation, Lotta Continua, lämnade en del ledande aktivister på grund av meningsskiljaktigheter samarbetet 1969 och grundade samma år formellt Potere Operaio som därmed blev en sammanhållen nationell organisation, samtidigt som man började utge en tidskrift med samma namn vars första nummer utkom 18 september 1969. Bland organisationens grundare brukar särskilt nämnas två akademiker, filosofen Toni Negri och fysikern Franco Piperno. Vid Potops första nationella kongress i Florens 1970 utsågs en tredje akademiker, geografen Alberto Magnaghi, till organisationens första generalsekreterare (segretario nazionale). Potop var den ideologiskt radikalaste av blyårens utomparlamentariska vänsterorganisationer och den starkaste i Rom, Padua och Venedig medan man i de stora industristäderna Turin och Milano inte alls nådde samma medlemsantal som Lotta Continua och Avanguardia operaia.

## Den teoretiska bakgrunden
Organisationens avsiktsdeklarationer och agitation utgick från marxistisk teori. I likhet med  Lotta Continua var Potop en organisation baserad på en uttalat kommunistisk värdegrund. I sin italienska antiauktoritära tappning (”operaismo”) hade organisationens teoretiska bas ett axiom enligt vilket det var arbetarklassens ständigt pågående kamp för bättre villkor som var den drivande kraften i kapitalismens utveckling. Det var bara arbetarklassen som kunde – och måste – göra revolution för att upplösa sig själv som en kämpande underklass definierad av en kapitalistisk samhällsorganisation. Potop fokuserade i sin argumentation på motstånd mot lönearbete som den viktigaste principen för en fördelning av samhällets resurser. Man anknöt i sin argumentation till tidiga operaismo-teorier, formulerade av den politiska filosofen Mario Tronti. Enligt detta synsätt dominerades såväl kapitalistiska som kommunistiska samhällen av en  mentalitet, vilken felaktigt framhävde arbete som det viktigaste i livet och den enda vägen till lycka. Det viktigaste målet för en revolution var därför enligt Potop att reducera mängden mänskligt arbete till lägsta möjliga nivå. Frihet innebar enligt Potop framför allt frihet från lönearbete.

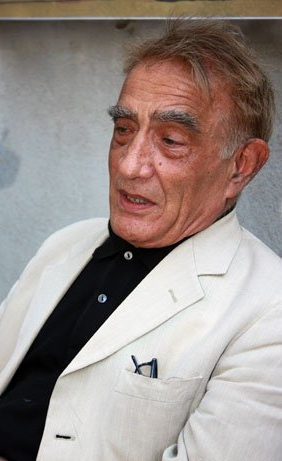
Franco Piperno, 2008.

## Aktivismen och våldet
När Potop organiserat sig som en självständig grupp sökte man återuppta samarbetet med Lotta Continua, den grupp som verkade överlägset bäst på att organisera massdemonstrationer på städernas gator och olika typer av störningsaktioner i fabrikerna. Samtidigt kontaktade man också den mindre men välorganiserade aktivistgrupp som fått sitt namn efter sin tidning Il Manifesto. Tillsammans med Lotta Continua deltog Potop bland annat i de tidvis våldsamma aktiviteterna vid Fiats anläggning i Mirafiori medan samarbetet med Il Manifesto-gruppen aldrig kom att fungera och kontakten med dem avbröts slutgiltigt under 1971. En frustration över Lotta Continuas dominerande roll i samarbetet började också göra sig märkbar vid denna tid och blev en av flera saker som gradvis började driva Potop i en allt radikalare riktning, mot väpnat våld. I sitt letande efter någon 'mer revolutionär' samarbetspartner etablerade Potop kontakt först med Giangiacomo Feltrinelli och därefter, våren 1971, med Röda brigaderna. Denna initiala kontakt bidrog till att ett antal militanta Potop-medlemmar efter organisationens upplösande 1973 gick över till Röda brigaderna, bland dem flera av de personer som sedermera kom att delta i kidnappningen av Aldo Moro. En av dem, Valerio Morucci, var under sin tid i Potop ledare för dess så kallade ordningsmän (servizio d'ordine), en närmast paramilitär avdelning, som fanns i alla dåtidens italienska vänsterorganisationer och ansvarade för ordningen under demonstrationer och andra aktioner. Potops mer våldsamma verksamhet gick under kodnamnet ”Lavoro illegale” (olagligt arbete).
Under ledning av Franco Piperno och Morucci utvecklades Potops verksamhet i Rom, där organisationen var som starkast, successivt i en riktning där ”olagligt arbete” kom att innebära en utvidgad våldsanvändning. Från och med Potops konferens i Rom i september 1971 fick förespråkare av deltagande i en väpnad kamp för revolutionen successivt allt större stöd inom organisationen. Man började efterfråga en ”revolutionär strategi” som innefattade användande av väpnat våld. Acceptansen för deltagande i en väpnad kamp nådde i och med Rom-konferensen en brytpunkt efter vilken organisationes militarisering accelererade. Argumentationen i gruppens skrifter antog en mer aggressiv ton även mot andra vänsterorganisationer som kritiserades för att argumentera i stället för att agera. Att Potop förberedde sig för aktion visade sig på senhösten 1971 då polisen vid en razzia i Potops lokaler i Milano beslagtog 250 så kallade Molotovcocktails, tänkta att användas på årsdagen för bombdådet på Piazza Fontana 12 december. I februari 1972 föreslog Piperno i ett brev till Feltrinelli ett militärt samarbete mellan Potop och GAP. I mars kom de första av Potops attentat i Rom med brandbomber, riktade mot polisstationer och andra officiella byggnader. Andra vänstergrupper tog avstånd och kritiserade Potop för kortsynthet och äventyrliga provokationer.
Under 1972 övergick Röda brigaderna till helt underjordisk verksamhet och diskussionen inom Potops ledande kretsar handlade efter det mycket om när och hur man skulle följa exemplet och påbörja en väpnad kamp. Toni Negri upprätthöll nära kontakter med Röda brigaderna och i början av 1973 drogs riktlinjerna upp för ett strategiskt och taktiskt samarbete mellan de två grupperna.

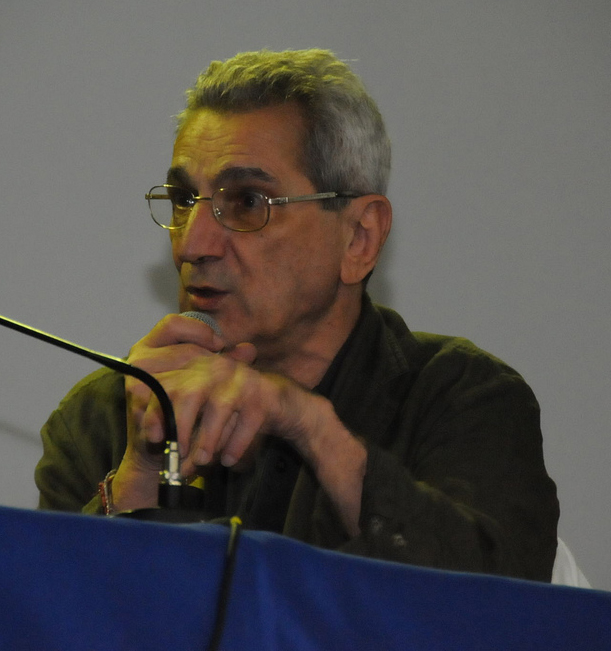
Antonio "Toni" Negri, 2008.

## Katastrofen och upplösningen
Början till slutet för Potere Operaio blev en mordbrand i Rom-stadsdelen Primavalle 16 april 1973. Tre Potop-medlemmar tände på efter att ha hällt fem liter bensin på och framför dörren till en lägenhet där den lokale MSI-sekreteraren Mario Mattei bodde med sin fru och sex barn. Lägenheten låg på tredje våningen i ett flerfamiljshus. Två av paret Matteis barn, sönerna Virgilio, 22 år, och Stefano, 8 år, omkom i branden. Fotografier som visade en svårt bränd Virgilio på balkongen i ett sista desperat försök att ta sig ut ur elden skapade en stor upprördhet, inte bara hos allmänheten utan även inom Potop som tappade många medlemmar efter denna händelse, Gärningsmännen Achille Lollo, Marino Clavo och Manlio Grillo dömdes i sin frånvaro till 18 års fängelse bl.a. för vållande till annans död genom brottslig handling med annat syfte (”omicidio colposo”). Lollo greps av polisen medan Clavo och Grillo redan före rättegången flydde till Ticino i Schweiz. Grillo fortsatte nästan direkt därifrån till Sverige. Den första domen blev ett frikännande då bevisningen ansågs otillräcklig men åklagaren överklagade och medan en ny rättegång förbereddes lämnade även Lollo Italien och Europa, i likhet med Grillo via Sverige. Trion höll sig undan i 30 år, ända tills preskription för straffets verkställande inträtt, Lollo bosatte sig i Brasilien och Grillo i Nicaragua, Om Clavos vistelseort efter att han lämnade Schweiz finns ingen säker information. Lollo återvände till Italien 2011, då hans straff inte längre kunde verkställas.
Krisen inom Potop fördjupades under 1973 och en ideologisk maktkamp mellan två huvudfraktioner ledde till att Toni Negri uteslöts ur Potop 30 juni. Därefter upphörde verksamheten successivt, huvudsakligen p.g.a. medlemsflykten och i början av 1974 var Potere Operaio borta från den utomparlamentariska scenen. Av tidigare medlemmar gick Negri och flera andra till Autonomia Operaia och många andra av de mest militanta till Röda brigaderna, bland andra Barbara Balzerani, Valerio Morucci, Adriana Faranda, Germano Maccari och Antonio Savasta som sedermera samtliga i varierande grad var inblandade i kidnappningen av Aldo Moro 1978.